# Recursos del suelo

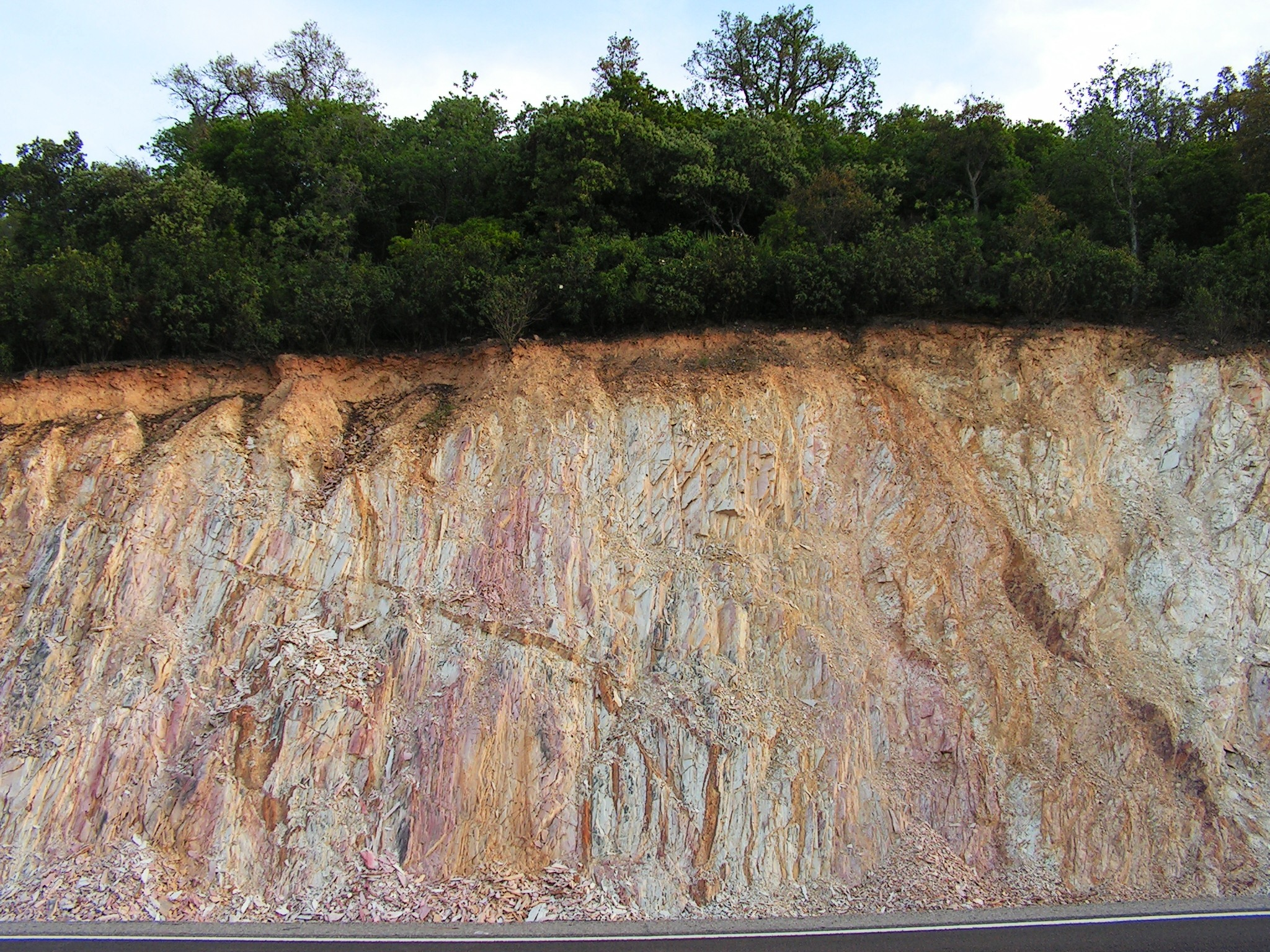
Cuando se comprende la importancia del suelo y cómo de su pérdida o degradación depende la vegetación, entendemos cómo los efectos de la contaminación o de la erosión pueden resultar irreversibles a la escala humana.

El suelo es uno de los principales recursos que brinda la naturaleza. La formación de los suelos depende de un largo y complejo proceso continental. Es lentamente renovable cuando se genera de manera permanente a través de procesos naturales y por el manejo adecuado que los grupos humanos hacen del mismo. Es no renovable cuando en un espacio de terreno, el promedio de erosión superficial supera su tasa de generación, es decir cuando es más rápida la destrucción que la renovación.
Las diferentes actividades que los grupos humanos realizan en los espacios geográficos traen como consecuencia el rápido deterioro del suelo y de sus características básicas. En las últimas décadas, cerca de la tercera parte de la tierra que se cultiva en el mundo se ha erosionado a una tasa más rápida que la de su propia formación; en muchos países más de la mitad de los suelos han sido afectados por la erosión a diferentes niveles, por ejemplo: Nepal 95 %, Madagascar 79 %, Etiopía  53 % y Turquía  95 %.
En México más de 15 % de los suelos han sufrido perdida de la fertilidad y el problema aumenta porque de las 32 entidades federativas de nuestro país, 25 de ellas presentan erosión en más de 70 % de superficie.[cita requerida]
El suelo es la base sobre la que crece vegetación y el resto de los seres vivos de la biosfera. Es la fuente de alimento para las plantas y el espacio vital donde se desarrollan la agricultura, la ganadería  y silvicultura; actividades básicas para la alimentación de los seres humanos.

## Formación de los suelos
La formación de los suelos depende de un largo y complejo proceso de descomposición de las rocas, en el cual intervienen factores físicos, químicos y biológicos. La interacción de estos, como factores ecológicos, provoca la desintegración de los minerales que, unidos a los restos de animales y plantas en forma de materia orgánica, originan el suelo.
Los seres vivos intervienen en la destrucción de la roca madre y, además de los agentes climáticos, toman parte en la mezcla de sustancias del suelo, en su distribución horizontal, y añaden a éste materia orgánica.
Las sustancias de desecho de animales y vegetales, así como los propios cuerpos de estos al morir, son las únicas fuentes de materia orgánica del suelo, la cual proporciona a éste algunos componentes esenciales, lo modifica de diferentes modos, y hace posible el crecimiento de fauna y flora variadas, que de otra manera no podrían existir.
La presencia de distintos tipos de minerales, las variaciones climáticas, la altura sobre el nivel del mar, la latitud geográfica y otros factores, determinan una gran variabilidad de los suelos, la cual se manifiesta en las características físicas y químicas de estos.

## La flora y el suelo
La flora es el conjunto de especies vegetales que se pueden encontrar en una región geográfica, que son propias de un periodo geológico o que habitan en un ecosistema determinado. La flora atiende al número de especies mientras que la vegetación hace referencia a la distribución de las especies y a la importancia relativa, por número de individuos y tamaño, de cada una de ellas. Por tanto, la flora, según el clima y otros factores ambientales, determina la vegetación.
En Botánica , flora se refiere al conjunto de las plantas que pueblan un país (y por extensión una península, continente, clima, una sierra, etc.), la descripción de éstas, su abundancia, los periodos de floración, etc.
La flora es un recurso natural muy importante ya que brinda servicios vitales a los ecosistemas y los seres vivos que los habitan como: generación de oxígeno, conservación de mantos acuíferos, evita la erosión del suelo, regula la temperatura y aumenta la humedad atmosférica propiciando la precipitación, es fuente de alimentos para los herbívoros, es fuente de medicamento para los seres humanos, recicla nutrientes esenciales para la agricultura y contribuye a producir y mantener los suelos fértiles por medio de la materia orgánica.
En las regiones naturales de México este recurso es abundante y muy diverso, las asociaciones vegetales no solo se ubican y son aprovechados en las regiones tropicales y templadas. También en las regiones áridas y semiáridas de este país existen muchas especies vegetales que son aprovechadas por la sociedad.

## La fauna
La fauna es el conjunto de especies animales que habitan en una región geográfica, que son propias de un período geológico o que se pueden encontrar en un ecosistema determinado.
La fauna es un recurso utilizado desde los orígenes de la humanidad. Los primeros seres humanos consideraban la caza como actividad primordial; ya que el animal que se cazaba era plenamente aprovechado (carne, huesos, etc.). Afortunadamente nuestras autoridades han decretado leyes para que se proteja la fauna silvestre. 
La Zoogeografía se ocupa de la distribución espacial de los animales. Ésta depende tanto de factores abióticos como de factores bióticos. Entre estos sobresalen las relaciones posibles de competencia o de depredación entre las especies. Los animales son muy sensibles a las perturbaciones que alteran su hábitat, por ello, un cambio en la fauna de un ecosistema indica una alteración en uno o varios de los factores de éste.